# 卡特蓮娜·史域高娃
卡特蓮娜·史域高娃（捷克語：Kateřina Svitková；1996年3月20日—）是一名捷克職業足球員，司職中場，現時效力捷克女子甲組足球聯賽球會布拉格斯拉維亞，並代表捷克參加國際比賽。

## 球會生涯

### 早年生涯
史域高娃出生於捷克，並在當地球會的男子青年隊開始足球生涯。

### 布拉格斯拉維亞
史域高娃在2013年夏天加盟布拉格斯拉維亞，並在加盟的首個賽季即協助球隊奪得聯賽冠軍，打破布拉格斯巴達的長年壟斷。
她在2015–16賽季歐洲女子聯賽冠軍盃共交出五個助攻，與克尔斯滕·凡德文並列賽事助攻王，她出色的表現帶領球隊首次晉身賽事八強。
她在2016–17及2017–18連續兩個賽季奪得捷克女子甲組足球聯賽神射手殊榮。
2020年7月，布拉格斯拉維亞宣布史域高娃將在賽季結束後離隊。

### 韋斯咸
2020年7月16日，英女超球會韋斯咸宣布簽入史域高娃。
2022年5月，韋斯咸宣布史域高娃約滿離隊。

### 車路士
2022年7月5日，史域高娃轉投英女超衛冕冠軍車路士，她簽下了一紙為期三年的合約。同年9月28日，史域高娃在對陣舊東家韋斯咸的聯賽比賽中首次為車路士上陣，並交出了一個助攻，協助球隊以3–1反勝對手。
2023年2月，史域高娃因膝傷需以手術根治，因此將提早結束賽季。

### 重返布拉格斯拉維亞
2024年2月，車路士宣布史域高娃被外借到布拉格斯拉維亞至季尾。她在同年8月9日以永久轉會的形式正式重返母會。

## 國家隊生涯
2014年2月，年僅17歲的史域高娃在對陣意大利的2015年國際足協女子世界盃外圍賽中上演國家隊地標戰，但未能阻止球隊以6–1大敗。她在該外圍賽中共射入五個入球，成為隊內神射手。

## 生涯統計
| #  | 日期           | 地點                                    | 對手       | 入球比數 | 最終比數              | 賽事                                 |
| -- | -------------- | --------------------------------------- | ---------- | -------- | --------------------- | ------------------------------------ |
| 1  | 2014年4月26日  | 捷克奥帕瓦城市公園足球場                | 爱沙尼亚   | 4–0      | 6–0                   | 2015年國際足協女子世界盃外圍賽       |
| 2  | 2014年4月26日  | 捷克奥帕瓦城市公園足球場                | 爱沙尼亚   | 6–0      | 6–0                   | 2015年國際足協女子世界盃外圍賽       |
| 3  | 2014年8月20日  | 愛沙尼亞塔林阿·勒柯克競技場             | 爱沙尼亚   | 1–0      | 4–1                   | 2015年國際足協女子世界盃外圍賽       |
| 4  | 2014年8月20日  | 愛沙尼亞塔林阿·勒柯克競技場             | 爱沙尼亚   | 2–0      | 4–1                   | 2015年國際足協女子世界盃外圍賽       |
| 5  | 2014年8月20日  | 愛沙尼亞塔林阿·勒柯克競技場             | 爱沙尼亚   | 3–0      | 4–1                   | 2015年國際足協女子世界盃外圍賽       |
| 6  | 2015年12月1日  | 瑞士纳沙泰尔Maladière運動場             | 瑞士       | 1–4      | 1–5                   | 2017年歐洲女子足球錦標賽外圍賽       |
| 7  | 2017年3月8日   | 賽普勒斯拉纳卡GSZ運動場                 | 義大利     | 2–5      | 2–6                   | 2017年塞浦路斯女子盃                 |
| 8  | 2017年9月14日  | 法罗群岛托爾斯港托尔斯球场              | 法罗群岛   | 1–0      | 8–0                   | 2019年國際足協女子世界盃外圍賽       |
| 9  | 2017年9月14日  | 法罗群岛托爾斯港托尔斯球场              | 法罗群岛   | 6–0      | 8–0                   | 2019年國際足協女子世界盃外圍賽       |
| 10 | 2018年2月28日  | 賽普勒斯拉纳卡GSZ運動場                 | 比利时     | 1–0      | 2–1                   | 2018年塞浦路斯女子盃                 |
| 11 | 2018年3月7日   | 賽普勒斯拉纳卡GSZ運動場                 | 斯洛伐克   | 5–2      | 5–2                   | 2018年塞浦路斯女子盃                 |
| 12 | 2018年6月12日  | 捷克霍穆托夫萊特尼運動場                | 法罗群岛   | 1–0      | 4–1                   | 2019年國際足協女子世界盃外圍賽       |
| 13 | 2018年8月31日  | 捷克亚布洛内茨射擊運動場                | 斯洛維尼亞 | 1–0      | 2–0                   | 2019年國際足協女子世界盃外圍賽       |
| 14 | 2019年8月30日  | 摩爾多瓦基希讷乌津布魯體育場            | 摩尔多瓦   | 1–0      | 7–0                   | 2022年歐洲女子足球錦標賽外圍賽       |
| 15 | 2019年8月30日  | 摩爾多瓦基希讷乌津布魯體育場            | 摩尔多瓦   | 2–0      | 7–0                   | 2022年歐洲女子足球錦標賽外圍賽       |
| 16 | 2020年12月1日  | 捷克霍穆托夫萊特尼運動場                | 摩尔多瓦   | 4–0      | 7–0                   | 2022年歐洲女子足球錦標賽外圍賽       |
| 17 | 2021年4月9日   | 捷克霍穆托夫萊特尼運動場                | 瑞士       | 1–0      | 1–1                   | 2022年歐洲女子足球錦標賽外圍賽附加賽 |
| 18 | 2021年4月13日  | 瑞士圖恩施托克競技場                    | 瑞士       | 1–0      | 1–1 （加时） （2–3 ） | 2022年歐洲女子足球錦標賽外圍賽附加賽 |
| 19 | 2021年11月27日 | 捷克俄斯特拉发俄斯特拉发市体育场        | 荷蘭       | 1–0      | 2–2                   | 2023年國際足協女子世界盃外圍賽       |
| 20 | 2022年9月1日   | 賽普勒斯拉纳卡AEK競技場                 | 賽普勒斯   | 5–0      | 6–0                   | 2023年國際足協女子世界盃外圍賽       |
| 21 | 2022年9月6日   | 賽普勒斯拉纳卡安東尼斯·帕帕多普洛斯球場 | 白俄羅斯   | 1–0      | 7–0                   | 2023年國際足協女子世界盃外圍賽       |
| 22 | 2022年9月6日   | 賽普勒斯拉纳卡安東尼斯·帕帕多普洛斯球場 | 白俄羅斯   | 2–0      | 7–0                   | 2023年國際足協女子世界盃外圍賽       |
| 23 | 2022年11月15日 | 羅馬尼亞布加勒斯特凱旋門體育場          | 羅馬尼亞   | 2–1      | 2–1                   | 熱身賽                               |

所有比數左側代表捷克，入球得分欄代表史域高娃入球後場上的比數

## 榮譽

### 球會
布拉格斯拉維亞
- 捷克女子甲組足球聯賽（英语：Czech Women's First League）：2013–14、2014–15、2015–16、2016–17（英语：2016–17 Czech Women's First League）、2019–20
- 捷克女子盃（英语：Czech Women's Cup）：2013–14、2015–16

 車路士
- 英格蘭女子超級聯賽：2022–23（英语：2022–23_FA_WSL）
- 英格蘭女子足總盃：2022–23（英语：2022–23 Women's FA Cup）[18]

### 個人
- 捷克最佳女青年球員：2014[4]
- 捷克足球小姐（英语：Czech_Footballer_of_the_Year_(women)）：2015[19]、2018[20]、2019[21]、2020[22]
- 捷克女子甲組足球聯賽（英语：Czech Women's First League）金靴獎：2016–17（英语：2016–17 Czech Women's First League）[6]、2017–18（英语：2017–18Czech Women's First League）[7]

## 外部連結
- Soccerway資料庫：卡特蓮娜·史域高娃